# 武蔵村山市

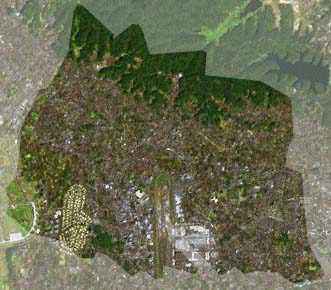
武蔵村山市域のランドサット。日産自動車村山工場閉鎖後、ダイヤモンドシティ・ミュー建設前に撮影

武蔵村山市（むさしむらやまし）は、東京都の多摩地域北部に位置する市。武蔵野台地の西に位置し、狭山丘陵を挟んで埼玉県と接している。1970年（昭和45年）11月3日市制施行。

## 地理

### 地勢
市北部を狭山丘陵が西から東へ続いている。丘陵の南側は武蔵野台地の西の外れにあたり平坦な土地が広がっている。荒川水系と多摩川水系の境に当たる。
河川
空堀川 - 東流して東大和市に入り、東村山市内で北東に向きを変えて新河岸川に注ぎ、さらには荒川に流れ込む。
残堀川 - 昭島市、立川市を経て立日橋下流で多摩川に合流する。
久保の川 - 空堀川の支流。野山北・六道山公園付近を源流として空堀川と残堀川の間を流れる。本町1丁目で暗渠に、榎3丁目で開渠となるも、学園1丁目で再度暗渠となる。
横丁川 - 残堀川の支流。野山北・六道山公園付近を源流として三ツ藤3丁目と残堀5丁目の境で残堀川に合流する。
谷戸川・入谷川 - 谷戸川は中藤地区の狭山丘陵、入谷川は中藤地区の番太池および赤坂池を源流とし、両河川は中藤5丁目と東大和市芋窪4丁目の境で合流、程なくして奈良橋川となる。

### 隣接する自治体
東側で東大和市、西側で福生市および西多摩郡瑞穂町、南側で立川市、北側で埼玉県所沢市に接する。
ただし福生市とは横田基地の敷地内で隣接しているため、基地関係者を除く一般市民は直接行き来できず、瑞穂町と立川市を経由して迂回する必要がある。

## 歴史
「村山」の地名の由来は、武蔵七党の一つである村山党の根拠地であったためとされる。
現在本市の一部となっている岸村および西多摩郡瑞穂町の一部となっている殿ヶ谷村、石畑村、箱根ヶ崎村が江戸時代初期に「村山」と総称されており、1917年に発足した本市の前身である村山村とは範囲が異なる。
- 江戸時代初期の「村山」の範囲：岸村、殿ヶ谷村、石畑村、箱根ヶ崎村
- 本市の前身である村山村の範囲：中藤村、横田村、三ツ木村、岸村

1834年（天保5年）から1871年（明治4年）まで、江戸時代に幕府の陰陽師だった指田摂津正藤詮（さしだせっつのかみふじあきら）が、江戸末期から明治初期までの市内の生活を記録した資料『指田日記』を記す（指田家に残り、市指定有形文化財に指定される）。

### 沿革
- 1868年 - 明治政府によって韮山県が設置され、多摩郡中藤村、横田村、三ツ木村、岸村は韮山県に編入される。ただし三ツ木村の旗本領は武蔵知県事・古賀一平の管轄（のち品川県）となる。
- 1869年8月 - 三ツ木村の旧旗本領が品川県から韮山県に移管される[4]。
- 1871年11月 - 府県統合により入間県に編入されることとなるが、実際には神奈川県へ編入される。
- 1878年11月18日 - 郡区町村編制法の神奈川県での施行により多摩郡が分割され、中藤村、横田村、三ツ木村、岸村の所属郡が北多摩郡に変更。
- 1889年4月1日 - 中藤村、横田村、三ツ木村、岸村がそれぞれ単独で町村制を施行するも、中藤村外三ヶ村組合が設立される。
  - ちなみに同日、北多摩郡野口村、廻田村、大岱村、久米川村、南秋津村が合併して東村山村（→1942年東村山町→1964年東村山市）が発足している。
- 1893年4月1日 - 三多摩地域が東京府に移管される。
- 1908年4月1日 - 中藤村と横田村が合併し、改めて中藤村となる。この合併により、中藤村外三ヶ村組合が中藤村外二ヶ村組合になる。
- 1917年4月1日 - 中藤村、三ツ木村、岸村が合併し、村山村が発足。
- 1954年11月3日 - 村山村が町制を施行し、村山町となる。
- 1962年 - プリンス自動車工業村山工場が操業開始。
- 1966年
  - 都営村山団地入居開始。これを皮切りに人口が急増する（1965年:14,069人→1970年:41,275人）。
  - 8月1日 - プリンス自動車工業が日産自動車に合併され、日産自動車村山工場となる。
- 1968年11月1日 - 立川市と一部境界変更。
- 1970年11月3日 - 村山町が市制を施行。山形県村山市が既に存在したため、即日改称して武蔵村山市となる。
  - 同年10月1日に狛江町、久留米町、清瀬町、大和町が市制を施行し、村山町が北多摩郡最後の町村となっていたため、村山町の市制施行により北多摩郡が消滅した。
- 1996年 - 市民歌「我がまち武蔵村山」および「花の遊歩道」、市民音頭「武蔵村山音頭」を選定。

## 人口
| |                                            |  |
| 武蔵村山市と全国の年齢別人口分布（2005年） | 武蔵村山市の年齢・男女別人口分布（2005年） |  |
| ■紫色 ― 武蔵村山市 ■緑色 ― 日本全国 | ■青色 ― 男性 ■赤色 ― 女性                  |  |
| 武蔵村山市（に相当する地域）の人口の推移 \| 1970年（昭和45年） \| 41,275人 \| \| \| 1975年（昭和50年） \| 50,842人 \| \| \| 1980年（昭和55年） \| 57,198人 \| \| \| 1985年（昭和60年） \| 60,930人 \| \| \| 1990年（平成2年） \| 65,562人 \| \| \| 1995年（平成7年） \| 67,015人 \| \| \| 2000年（平成12年） \| 66,052人 \| \| \| 2005年（平成17年） \| 66,553人 \| \| \| 2010年（平成22年） \| 70,053人 \| \| \| 2015年（平成27年） \| 71,229人 \| \| \| 2020年（令和2年） \| 70,829人 \| \| |                                            |  |
| 総務省統計局 国勢調査より |                                            |  |
| 1970年（昭和45年） | 41,275人                                   |  |
| 1975年（昭和50年） | 50,842人                                   |  |
| 1980年（昭和55年） | 57,198人                                   |  |
| 1985年（昭和60年） | 60,930人                                   |  |
| 1990年（平成2年） | 65,562人                                   |  |
| 1995年（平成7年） | 67,015人                                   |  |
| 2000年（平成12年） | 66,052人                                   |  |
| 2005年（平成17年） | 66,553人                                   |  |
| 2010年（平成22年） | 70,053人                                   |  |
| 2015年（平成27年） | 71,229人                                   |  |
| 2020年（令和2年） | 70,829人                                   |  |

### 昼夜間人口
2005年の夜間人口（居住者）は66,368人である。市外からの通勤者と通学生および居住者のうちの市内に昼間残留する人口の合計である昼間人口は59,591人で昼は夜の0.898倍の人口となり、夜間に比べて昼の人口は7千人ほど減る。
通勤者・通学者で見ると市内から市外へ出る通勤者18,851人、市外から市内へ入る通勤者は12,652人と通勤者では市外へ出る通勤者のほうが多く、学生でも市内から市外に出る通学生は2,646人、市外から市内へ入る通学生は2,068人と学生でも昼は市外へ流出する人数のほうが多い。なお、国勢調査では年齢不詳の者が東京都だけで16万人おり、この項の昼夜間人口に関しては年齢不詳の人物は数字に入っていないので数字の間に若干の誤差は生じる。

## 町名
武蔵村山市では、住居表示に関する法律に基づく住居表示は実施されておらず、土地地番を整えて付け直す地番整理による地番となっている。

### 武蔵村山市役所管内
| 町名         | 設置年月日   | 住居表示実施年月日 | 住居表示実施直前の町名 | 備考 |
| ------------ | ------------ | ------------------ | ---------------------- | ---- |
| 伊奈平一丁目 | 1990年4月1日 | 未実施             |                        |      |
| 伊奈平二丁目 | 1990年4月1日 | 未実施             |                        |      |
| 伊奈平三丁目 | 1990年4月1日 | 未実施             |                        |      |
| 伊奈平四丁目 | 1990年4月1日 | 未実施             |                        |      |
| 伊奈平五丁目 | 1990年4月1日 | 未実施             |                        |      |
| 伊奈平六丁目 | 1990年4月1日 | 未実施             |                        |      |
| 榎一丁目     | 1990年4月1日 | 未実施             |                        |      |
| 榎二丁目     | 1990年4月1日 | 未実施             |                        |      |
| 榎三丁目     | 1990年4月1日 | 未実施             |                        |      |
| 大南一丁目   | 1990年4月1日 | 未実施             |                        |      |
| 大南二丁目   | 1990年4月1日 | 未実施             |                        |      |
| 大南三丁目   | 1990年4月1日 | 未実施             |                        |      |
| 大南四丁目   | 1990年4月1日 | 未実施             |                        |      |
| 大南五丁目   | 1990年4月1日 | 未実施             |                        |      |
| 学園一丁目   | 1990年4月1日 | 未実施             |                        |      |
| 学園二丁目   | 1990年4月1日 | 未実施             |                        |      |
| 学園三丁目   | 1990年4月1日 | 未実施             |                        |      |
| 学園四丁目   | 1990年4月1日 | 未実施             |                        |      |
| 学園五丁目   | 1990年4月1日 | 未実施             |                        |      |
| 岸一丁目     | 1990年4月1日 | 未実施             |                        |      |
| 岸二丁目     | 1990年4月1日 | 未実施             |                        |      |
| 岸三丁目     | 1990年4月1日 | 未実施             |                        |      |
| 岸四丁目     | 1990年4月1日 | 未実施             |                        |      |
| 岸五丁目     | 1990年4月1日 | 未実施             |                        |      |
| 残堀一丁目   | 1981年4月1日 | 未実施             |                        |      |
| 残堀二丁目   | 1981年4月1日 | 未実施             |                        |      |
| 残堀三丁目   | 1981年4月1日 | 未実施             |                        |      |
| 残堀四丁目   | 1981年4月1日 | 未実施             |                        |      |
| 残堀五丁目   | 1981年4月1日 | 未実施             |                        |      |
| 神明一丁目   | 1990年4月1日 | 未実施             |                        |      |
| 神明二丁目   | 1990年4月1日 | 未実施             |                        |      |
| 神明三丁目   | 1990年4月1日 | 未実施             |                        |      |
| 神明四丁目   | 1990年4月1日 | 未実施             |                        |      |
| 中央一丁目   | 1981年4月1日 | 未実施             |                        |      |
| 中央二丁目   | 1981年4月1日 | 未実施             |                        |      |
| 中央三丁目   | 1981年4月1日 | 未実施             |                        |      |
| 中央四丁目   | 1981年4月1日 | 未実施             |                        |      |
| 中央五丁目   | 1981年4月1日 | 未実施             |                        |      |
| 中藤一丁目   | 1990年4月1日 | 未実施             |                        |      |
| 中藤二丁目   | 1990年4月1日 | 未実施             |                        |      |
| 中藤三丁目   | 1990年4月1日 | 未実施             |                        |      |
| 中藤四丁目   | 1990年4月1日 | 未実施             |                        |      |
| 中藤五丁目   | 1990年4月1日 | 未実施             |                        |      |
| 中原一丁目   | 1990年4月1日 | 未実施             |                        |      |
| 中原二丁目   | 1990年4月1日 | 未実施             |                        |      |
| 中原三丁目   | 1990年4月1日 | 未実施             |                        |      |
| 中原四丁目   | 1990年4月1日 | 未実施             |                        |      |
| 中原五丁目   | 1990年4月1日 | 未実施             |                        |      |
| 本町一丁目   | 1981年4月1日 | 未実施             |                        |      |
| 本町二丁目   | 1981年4月1日 | 未実施             |                        |      |
| 本町三丁目   | 1981年4月1日 | 未実施             |                        |      |
| 本町四丁目   | 1981年4月1日 | 未実施             |                        |      |
| 本町五丁目   | 1981年4月1日 | 未実施             |                        |      |
| 本町六丁目   | 1981年4月1日 | 未実施             |                        |      |
| 三ツ木一丁目 | 1990年4月1日 | 未実施             |                        |      |
| 三ツ木二丁目 | 1990年4月1日 | 未実施             |                        |      |
| 三ツ木三丁目 | 1990年4月1日 | 未実施             |                        |      |
| 三ツ木四丁目 | 1990年4月1日 | 未実施             |                        |      |
| 三ツ木五丁目 | 1990年4月1日 | 未実施             |                        |      |
| 三ツ藤一丁目 | 1990年4月1日 | 未実施             |                        |      |
| 三ツ藤二丁目 | 1990年4月1日 | 未実施             |                        |      |
| 三ツ藤三丁目 | 1990年4月1日 | 未実施             |                        |      |
| 緑が丘       | 1990年4月1日 | 未実施             |                        |      |

## 行政
- 市職員数 : 399人（2021年4月1日現在）[6]

### 市長
- 山﨑泰大（2021年3月21日就任）

### 中藤村外三ヶ村組合
- 1 増尾惣左衛門　1889年5月〜1890年2月
- 2 斉藤靖海　1890年4月〜1891年3月
- 3 比留間邦之助　1891年4月〜1895年4月
- 4 川島秀之助　1895年5月〜1897年3月
- 5 諸江吉五郎　1897年4月〜1903年8月
- 6 上村行業　1904年1月〜1904年9月
- 7 井上善次郎　1905年8月〜1908年3月

### 中藤村外二ヶ村組合
- 1 井上善次郎　1908年5月〜1912年3月
- 2 八木下清蔵　1912年4月〜1917年3月

### 歴代村長
- 1 諸江吉五郎　1917年11月〜1921年11月
- 2 比留間邦之助　1921年12月〜1924年12月
- 3 比留間安治　1927年6月〜1931年2月
- 4 内野佐兵衛　1931年3月〜1933年9月
- 5 鈴木政五郎　1934年3月〜1936年3月
- 6 比留間安治　1936年5月〜1943年8月
- 7 榎本源蔵　1943年12月〜1946年2月
- 8 諸江吉夫　1947年4月〜1951年4月
- 9 藤野一三　1951年4月〜1954年11月

### 歴代町長
- 藤野一三　1954年11月〜1955年5月
- 諸江吉夫　1955年5月〜1963年4月
- 高橋正緩　1963年5月〜1970年11月

### 歴代市長
- 高橋正緩 (1970年11月3日 - 1971年4月30日)
- 荒田重之 (1971年5月1日 - 1982年5月5日)
- 渡辺禮一 (1982年5月30日 - 1994年5月29日)
- 志々田浩太郎（1994年5月30日 - 2002年5月29日）就任時全国最年少の市長だった。
- 荒井三男（2002年5月30日 - 2010年5月29日）
- 藤野勝（2010年5月30日 - 2021年2月3日、3期目途中で死去[7]）
  - 山﨑泰大（2021年2月3日 - 2021年3月20日、職務代理者）[8]
- 山﨑泰大（2021年3月21日 - 現職）

## 議会

### 武蔵村山市議会
- 定数：20人
- 議長：田口和弘（たぐち　かずひろ・2021年5月21日就任）
- 副議長：遠藤政雄（えんどう　まさお・2021年5月21日就任）

| 会派名       | 議席数 | 党派                 | 議員名（◎は代表者)                                                   | 女性議員数 | 女性議員の割合(%) |
| ------------ | ------ | -------------------- | -------------------------------------------------------------------- | ---------- | ----------------- |
| 新政会       | 7      | 自由民主党           | ◎長堀 武、土田雅一、清水彩子、大野正士、内野和典、田口和弘、波多野健 | 1          | 14.29             |
| 公明党       | 6      | 公明党               | ◎吉田 篤、石黒照久、前田善信、須藤千詠子、遠藤政雄、髙橋弘志         | 1          | 16.67             |
| 日本共産党   | 3      | 日本共産党           | ◎内野直樹、藤枝奈々、田村充子                                        | 2          | 66.67             |
| 市民のチカラ | 2      | 立憲民主党1・無所属1 | ◎鈴木 明、木村祐子                                                   | 1          | 50                |
| 清流         | 1      | 無所属               | 天目石要一郎                                                         | 0          | 0                 |
| 日本維新の会 | 1      | 日本維新の会         | 小部山𠮷則                                                           | 0          | 0                 |
| 計           | 20     |                      |                                                                      | 5          | 25                |

### 東京都議会
2025年東京都議会議員選挙
- 選挙区：北多摩第一選挙区（東村山市、東大和市、武蔵村山市）
- 定数：3人
- 任期：2025年7月23日 - 2029年7月22日
- 投票日：2025年6月22日
- 当日有権者数：252,888人
- 投票率：45.65％

| 候補者名   | 当落 | 年齢 | 所属党派           | 新旧別 | 得票数   |
| ---------- | ---- | ---- | ------------------ | ------ | -------- |
| 関野杜成   | 当   | 51   | 都民ファーストの会 | 現     | 29,895票 |
| 尾崎あや子 | 当   | 66   | 日本共産党         | 現     | 25,158票 |
| 高田清久   | 当   | 49   | 公明党             | 新     | 23,953票 |
| 土方桂     | 落   | 55   | 自由民主党         | 新     | 20,531票 |
| 石井正樹   | 落   | 64   | 再生の道           | 新     | 13,913票 |

2021年東京都議会議員選挙
- 選挙区：北多摩第一選挙区（東村山市、東大和市、武蔵村山市）
- 定数：3人
- 投票日：2021年7月4日
- 当日有権者数：254,911人
- 投票率：41.97％

| 候補者名   | 当落 | 年齢 | 党派名             | 新旧別 | 得票数   |
| ---------- | ---- | ---- | ------------------ | ------ | -------- |
| 谷村孝彦   | 当   | 58   | 公明党             | 現     | 29,386票 |
| 尾崎あや子 | 当   | 62   | 日本共産党         | 現     | 20,807票 |
| 関野杜成   | 当   | 47   | 都民ファーストの会 | 現     | 19,994票 |
| 北久保眞道 | 落   | 68   | 自由民主党         | 元     | 19,564票 |
| 鈴木恵美子 | 落   | 51   | 立憲民主党         | 新     | 15,385票 |

2017年東京都議会議員選挙
- 選挙区：北多摩第一選挙区（東村山市、東大和市、武蔵村山市）
- 定数：3人
- 投票日：2017年7月2日
- 当日有権者数：253,335人
- 投票率：52.42％

| 候補者名   | 当落 | 年齢 | 党派名             | 新旧別 | 得票数   |
| ---------- | ---- | ---- | ------------------ | ------ | -------- |
| 関野杜成   | 当   | 43   | 都民ファーストの会 | 新     | 39,492票 |
| 谷村孝彦   | 当   | 54   | 公明党             | 現     | 32,773票 |
| 尾崎あや子 | 当   | 58   | 日本共産党         | 現     | 23,500票 |
| 北久保眞道 | 落   | 64   | 自由民主党         | 現     | 22,415票 |
| 鈴木龍雄   | 落   | 48   | 民進党             | 新     | 11,166票 |
| 山内章明   | 落   | 64   | 無所属             | 新     | 1,521票  |

### 衆議院
- 選挙区：東京20区（東村山市・東大和市・清瀬市・東久留米市・武蔵村山市）
- 任期：2021年10月31日 - 2025年10月30日
- 投票日：2021年10月31日
- 当日有権者数：418,245人
- 投票率：56.77％

| 当落 | 候補者名   | 年齢 | 所属党派     | 新旧別 | 得票数    | 重複 |
| ---- | ---------- | ---- | ------------ | ------ | --------- | ---- |
| 当   | 木原誠二   | 51   | 自由民主党   | 前     | 121,621票 | ○    |
| 比当 | 宮本徹     | 49   | 日本共産党   | 前     | 66,516票  | ○    |
|      | 前田順一郎 | 46   | 日本維新の会 | 新     | 43,089票  | ○    |

## 経済
古くからの機業地で江戸時代から昭和初期までは村山絣（かすり）という木綿の織物の一大産地だったが、他産地との競争に敗れ村山絣は衰退していった。その後伊勢崎などから新しい技術を導入し絹織物に活路を見出し村山大島紬のブランドを確立している。

### 農業
- ミカン・ナシ・リンゴ農園、酪農、茶畑がある。また以前は多くの田んぼがあり稲作が行われていたが、現在では多くが宅地化され数は少ない。
- 農園は武蔵村山市中藤・神明・中央・三ツ木・榎・三ツ藤に点在し、毎年収穫の時期には家族連れでミカン狩り等を楽しむ風景が見られる。

### 工業
- 株式会社天乃屋：米菓「歌舞伎揚」で知られる製菓会社。伊奈平に本社・東京工場がある。
- 株式会社新川：半導体製造用精密ロボット製造販売で世界トップシェアメーカー。本社および工場が市内にある。
- わらべや日洋株式会社　東京工場、村山第二工場：セブン-イレブンの弁当やおにぎり、調理パンなどの食品製造工場。
- 株式会社文明堂東京　村山工場：カステラなどの菓子製造工場。工場直売店「壹番館」が併設されている。

※かつて市内に存在した企業
- 日産自動車村山工場：地域経済に大きな役割を果していたが、カルロス・ゴーン社長（当時）による経営改革の一環として2001年から2004年にかけて順次閉鎖され、売却・譲渡された。また、この工場はスカイラインやグロリアなど数々の名車を誕生させたプリンス自動車工業の主力工場だった事を記念し、工場跡地の一部が「プリンスの丘公園」として名前が残った。
- 有限会社紀の国屋：三ツ藤の本社・工場で「相国最中」「おこじゅ」などの和菓子を製造販売していた企業だったが、2022年5月16日をもって廃業。

### 商業
- イオンモールむさし村山
- ダイエー武蔵村山店

## 姉妹都市・提携都市

### 国内
姉妹都市
- 長野県下水内郡栄村

提携都市
- 埼玉県桶川市-災害時相互応援協定

## 住宅団地
- 都営村山団地：緑が丘・立川都市計画事業（一団地の住宅施設）
- 国家公務員共済組合連合会むさしの第1団地 - 昭和44年 : 東京都武蔵村山市・立川都市計画事業（一団地の住宅施設）
- グリーンタウン武蔵村山

## 国の機関
- 国立感染症研究所村山庁舎

## 公共機関
- 警察
  - 警視庁東大和警察署が管轄しており、市内に村山、三ツ木、中藤の交番と残堀に駐在所がある。
- 消防
  - 東京消防庁北多摩西部消防署（東大和市）が管轄しており、市内に武蔵村山出張所がある。
- 都市ガス
  - 福生市に本社を置く武陽ガスがサービスを行っている。

## 医療機関

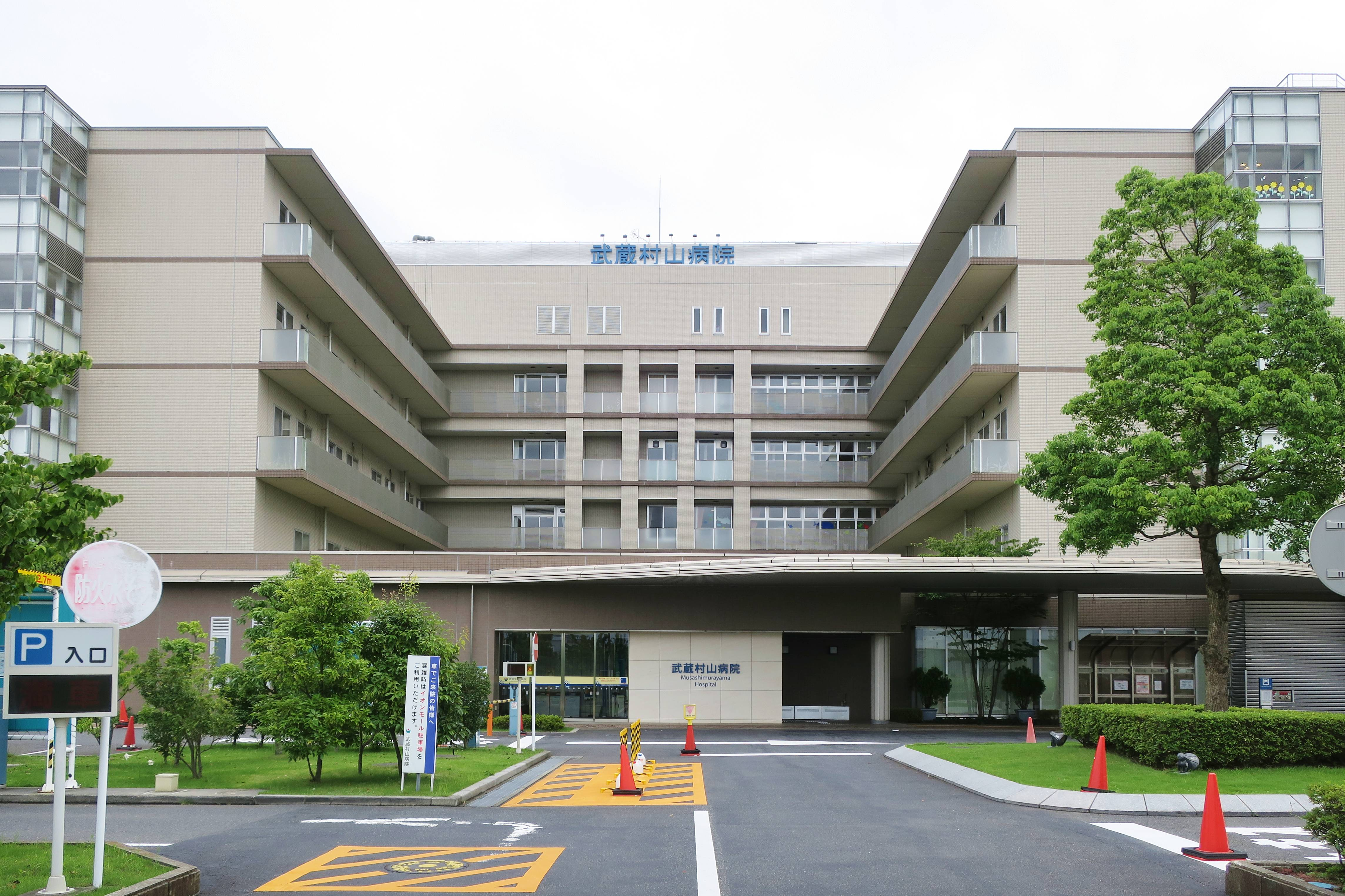
武蔵村山病院

- 国立病院機構村山医療センター（骨・運動器疾患を主としたリハビリ施設）
- 武蔵村山病院（市内初の総合病院）

## 公共施設
- 村山温泉かたくりの湯：市営の公衆浴場。ふるさと創生事業で掘り当てた温泉。
- 東京都立野山北・六道山公園（のやまきた・ろくどうやまこうえん）：狭山丘陵の自然をそのまま公園にした自然園。
- 湖南衛生組合菖蒲園：日当たり良く、こぢんまりとした園。菖蒲だけでなく、蓮や桜、茶畑等の植物や、鯉、ザリガニが生息する小川や小池がある。元は下水処理施設と併設されていたが、現在施設は住宅地化し、本園のみ残る。

### 文化施設
- 武蔵村山市民会館（さくらホール）

### 教育・福祉施設
- 市民総合センター
- 緑が丘ふれあいセンター
- 歴史民俗資料館
- 図書館（市内6か所）

### 運動施設
- 総合体育館
- 総合運動場
- 野山北公園運動場
- 大南公園野球場
- 雷塚公園野球場
- 野山北公園プール

## 教育

### 幼稚園
私立のみで公立はない。
- 村山いずみ幼稚園
- むらやま幼稚園
- 武蔵みどり幼稚園
- 東京多摩幼稚園

### 小学校
- 武蔵村山市立第一小学校
- 武蔵村山市立第二小学校
- 武蔵村山市立第三小学校
- 武蔵村山市立第八小学校
- 武蔵村山市立第九小学校
- 武蔵村山市立第十小学校
- 武蔵村山市立雷塚小学校（らいづか） - 武蔵村山市立第五小学校と武蔵村山市立第六小学校を統合し開校。

### 中学校
- 武蔵村山市立第一中学校
- 武蔵村山市立第三中学校
- 武蔵村山市立第五中学校

### 小中一貫校
市立小中一貫校が2校あり、2010年（平成22年）4月に開校した「武蔵村山市立小中一貫校村山学園」は、東京多摩地域では初となる施設完全一体型小中一貫校である。
- 武蔵村山市立小中一貫校村山学園[12] - 2010年度開校。武蔵村山市立第四小学校と武蔵村山市立第二中学校で小中一貫教育を実施。
- 武蔵村山市立小中一貫校大南学園 - 2015年プレ開校、翌年度に本開校。武蔵村山市立第七小学校と武蔵村山市立第四中学校で小中一貫教育を実施。
  - 武蔵村山市立小中一貫校大南学園第七小学校[13]
  - 武蔵村山市立小中一貫校大南学園第四中学校[14]

### 特別支援学校
- 東京都立村山特別支援学校

### 高等学校
- 東京都立武蔵村山高等学校
- 東京都立上水高等学校
- 拓殖大学第一高等学校

### 大学
- 東京経済大学 武蔵村山キャンパス
- 国立音楽大学（講堂のみ）

### アメリカ軍立
DoDEA (横田飛行場アメリカ軍立)
- ジョアン・K・メンデルエレメンタリースクール[15]
- → 横田ミドルスクール (福生市)[16]
- → 横田ハイスクール (福生市)

## 交通

### 鉄道
市内に鉄道路線は通っていない。多摩地域の市で唯一鉄道が通っていない自治体である。近隣の駅は、東大和市の西武拝島線東大和市駅、多摩都市モノレール線玉川上水駅・桜街道駅・上北台駅、立川市の西武拝島線玉川上水駅・武蔵砂川駅・西武立川駅、多摩都市モノレール線砂川七番駅、瑞穂町のJR東日本八高線箱根ケ崎駅がある。なお、2032年頃の開業を目処とする多摩都市モノレールの延伸区間が当市を経由する予定である。駅の設置が予定される場所は、上北台駅方面から順に村山医療センター付近、武蔵村山市役所付近、三ツ木付近、武蔵村山高校付近。

### 路線バス
- 西武バス（立川営業所）

立37系統・東大和37系統が市内（イオンモールむさし村山）と東大和市駅・立川駅北口を結んでいる。
- 都営バス（青梅支所）

梅70系統が青梅街道経由で市内を縦貫しており、西は箱根ケ崎駅近くの箱根ケ崎三丁目・東青梅駅北口・青梅駅前、東は東大和市駅・新小平駅前・青梅街道駅前・花小金井駅北口まで伸びている。
- 立川バス（上水営業所・福生営業所）

立12-1、立12-2系統が市内を縦貫しており、西は箱根ケ崎駅東口、南は立川駅北口まで伸びている。
- 武蔵村山市内循環バス（MMシャトル）- コミュニティバスとして、全国的にも先駆けとなる。

上北台ルートが市内と上北台駅を、玉川上水ルートが市内と桜街道駅・玉川上水駅を結んでいる。

### 道路
東西方向には青梅街道・新青梅街道（東京都道5号新宿青梅線）が通り、南北には立川市から所沢市に至る主要地方道である東京都道55号所沢武蔵村山立川線が通る。高速道路、国道は存在しない。
構想として、地域高規格道路である多摩新宿線が新青梅街道に並行する形で市内を通るルート案が存在する。

#### 都道
- 主要地方道
  - 東京都道5号新宿青梅線（青梅街道・新青梅街道）
  - 東京都道55号所沢武蔵村山立川線
  - 東京都道59号八王子武蔵村山線
- 一般都道
  - 東京都道162号三ツ木八王子線
  - 東京都道253号保谷狭山自然公園自転車道線（多摩湖自転車歩行者道）

#### その他
- 野山北公園自転車道：村山貯水池、山口貯水池建設の際、多摩川羽村堰から埋設した水道管の上に堤防用の砂利運搬のために敷設された軽便鉄道の廃線跡を利用したサイクリングロード。残堀川と交差する雑木林には、高架橋のコンクリート台座や狭山丘陵に横田、赤堀、御岳、赤坂といった鉄道用のトンネルをそのまま再利用している。多摩湖脇の立ち入り禁止区域には5号トンネルがある。

## 文化財
2020年現在、市内には都指定文化財が2点、市指定文化財が20点存在する。

### 都指定
- 村山大島紬：無形文化財、1967年（昭和42年）3月指定
- 双盤念仏：無形民俗文化財、1991年（平成3年）3月指定

### 市指定
- 三本榎（乙幡榎・加藤榎・奥住榎）：1973年（昭和51年）4月指定
- 地頭大河内氏の墓：1973年（昭和51年）4月指定
- 東京陸軍少年飛行兵学校跡地：2007年（平成19年）7月指定

など。

### 遺跡
2021年現在、市内では40か所の遺跡が確認されている。
| - 稲荷窪遺跡 - 滝の入遺跡 - 八幡山遺跡 - 七所神社遺跡 - 吉祥山遺跡 - 屋敷山遺跡 - 入り遺跡 - 熊野神社遺跡 - 谷ツ遺跡 | - 鍛冶ヶ谷戸遺跡 - 堂山遺跡 - 向山遺跡 - 中道遺跡 - フジ塚遺跡 - 残堀遺跡 - 残堀東遺跡 - 中久保遺跡 | - アタゴ松遺跡 - 御伊勢地遺跡 - 御伊勢前遺跡 - 久保遺跡 - オカネ塚遺跡 - 後ヶ谷戸遺跡 - 赤坂遺跡 - 御伊勢山遺跡 |

など。

## 観光

### 名所・旧跡
- 大多羅法師の井戸：日本各地に伝わる巨人伝説、デイダラボッチに纏わる史跡。デイダラボッチの足跡から湧き出てきたとされる井戸水で、日照が続いても乾かなかったとされる。現在は干上がっている。

### 祭・イベント
- 武蔵村山市観光納涼花火大会：武蔵村山市商工会主で村山温泉かたくりの湯の駐車場が会場となる。西暦にあわせて打ち上げ数が毎年1発ずつ増える。
- 村山デエダラまつり：市内最大のイベント。日産村山工場跡地を会場とし、農業・産業祭を観光誘致のために改称し、且つ規模を拡大した。

## 著名な出身・ゆかりのある人物

### 経済
- 岸上克彦 - アサヒ飲料社長、カルピス社長。生まれは京都市。

### 芸能
- 薬丸裕英 - タレント、元・シブがき隊。生まれは武蔵野市。小学校5年生から中学3年生までの時代を武蔵村山市で過ごす。
- 優香 - タレント。生まれは立川市。幼少時代を過ごす。
- かせむらみく - シンガーソングライター
- 長井秀和 - お笑い芸人、西東京市議会議員。父親は元武蔵村山市議会議員。
- 狩野泰一 - 篠笛奏者。
- 花咲ゆき美 - 演歌歌手。生まれは青森県上北郡野辺地町。
- 夏目雄大 - モデル・舞台俳優
- 河合郁人 - アイドル、元A.B.C-Z。

### スポーツ
- 外道 - プロレスラー。
- ジャンボ堀 - 女子プロレスラー。
- 今井遥 - アイススケート選手。
- 岡部憲章 - 元プロ野球選手
- 宮寺匡広- 元プロ野球選手
- 細川麻美- 元女子バレーボール選手
- 石井渡士也 - プロボクサー。
- 鈴木昂平 - 元プロ野球選手
- 波多野豪 - サッカー選手（FC東京）

### テレビ・ラジオ
- 小野恵美 - アナウンサー、元気象キャスター。
- 波多野健 - アナウンサー。元FM-NIIGATA、現在は武蔵村山市議会議員。

### ゲーム業界関係者
- 桜井政博 - ゲームクリエイター。ディレクター。

### 漫画家
- なるあすく-GANMA!で「武蔵くんと村山さんは付き合ってみた。」を連載中。武蔵村山市魅力づくり推進キャラクター「むむちゃん」をデザインした。